# 난터우현 푸리진 위잉 국민소학
난터우현 푸리진 위잉 국민소학(南投縣埔里鎮育英國民小學)은 타이완 난터우현 푸리진에 있는 1946년에 설립된 대만 중부의 소학교다. 이 학교의 전신은 1912년에 설립된 포리심상고등소학교(埔里尋常高等小学校)이다. 이 학교는 일본인이 어린이를 양성하기 위해 설립한 최초의 학교이다. 1941년에 포리국민학교(埔里国民学校)로 개편되었다. 1947년에 정부가 학교를 인수하여 푸리 제3국민학교(埔里第三國民學校)로 이름을 바꾸었다. 학교는 현재의 푸리 국민중학(埔里國中) 자리에서 오늘날의 푸리 제2시장(埔里第二市場)으로 옮겨졌다. 1953년 11월 학군이 분할되어 현재의 자리에 학교가 설립되었으며, 1968년 8월에 당국은 대만의 9년 의무 교육을 실시하고 학교 이름을푸리진 위잉 국민소학(埔里鎮育英國民小學)으로 변경했다.